# Iná Elias de Castro
Iná Elias de Castro (n. 1954) es una geógrafa política brasileña, que trabaja sobre la territorialidad de las instituciones y la representación política, el federalismo, sistemas municipales, escalas políticas y la ciudadanización.
En 1976, obtuvo la titulación de maestría en Geografía en la Universidad Federal de Río de Janeiro (UFRJ) realizando la defensa de la tesis Disparidades espaciales del desarrollo brasileño, bajo la orientación de Lysia Cavalcanti Bernardes. Desde 1979, es profesora de geografía en la misma universidad. En 1989, finalizó su doctorado en Ciencia política en el "Instituto Universitario de Investigaciones de Río de Janeiro (IUPERJ-Tec)" bajo la supervisión de Sérgio Henrique Abranches con un trabajo sobre el Mito de la necesidad: discurso y práctica del regionalismo nordestino. De 1990 a 1991, realizó un postdoctorado en la Universidad París V René Descartes.
Su artículo científico más citado es el capítulo del libro El problema de la escala, publicado en 1995, en el libro: Geografía: conceptos y temas, editado conjuntamente con Paulo Cesar da Costa Gomes y Roberto Lobato Correa.

## Algunas publicaciones
- Problemas e alternativas metodológicas para a região e para o lugar. En: Souza, M.A. et al. (organizarores). Natureza e sociedade hoje: uma leitura geográfica. São Paulo: HUCITEC/ANPUR, 1993:56-63

- O problema da escala. En: Iná Elias de Castro; Paulo Cesar da Costa Gomes; Roberto Lobato Correa (editores). Geografia: conceitos e temas. Río de Janeiro: Bertrand Brasil, 1995, pp. 117-140. ISBN 8528605450

- Con Paulo Cesar da Costa Gomes y Roberto Lobato Correa (editores). Brasil: Questões atuais da reorganização do território. Río de Janeiro: Bertrand Brasil, 1996

- Seca versus seca: novos interesses, novos territórios, novos discursos no Nordeste. En: Iná Elias de Castro; Paulo Cesar da Costa Gomes; Roberto Lobato Corrêa (editores). Brasil: questões atuais da reorganização do território. Río de Janeiro: Bertrand Brasil, 1996, pp. 283-324. ISBN 8528605884

- Da seca como tragédia à seca como recurso: velhos e novos discursos, velhos e novo territorios. Editor Université de Montréal, Facultè des arts et des Sciences, Groupe de recherche sur l'Amérique latine, 1996, 15 pp.

- Imaginário político e território: natureza, regionalismo e representação. En: Iná Elias de Castro; Paulo Cesar da Costa Gomes; Roberto Lobato Corrêa (editores). Explorações geográficas. Río de Janeiro: Bertrand Brasil, 1997, pp. 155-196. ISBN 8528606260

- A região como problema para Milton Santos. En: El ciudadano, la globalización y la geografía. Homenaje a Milton Santos. Scripta Nova. Revista electrónica de geografía y ciencias sociales, Universidad de Barcelona, volumen VI, número 124, 30 de septiembre de 2002 artículo en línea ISSN 1138-9788

### Libros
- iná Elias de Castro. 2005. Geografia e política: território, escalas de ação e instituições. Editor Bertrand Brasil, 299 pp. ISBN 8528611612

- ------------------------------, mariana Miranda, claudio a.g. Egler. 1998. Redescobrindo o Brasil: 500 anos depois. 2ª edición de Bertrand Brasil, 389 pp. ISBN 8528607070

- iná Elias de Castro, paulo cesar da Costa Gomes, roberto Lobato Corrêa. 1997. Explorações geográficas: percursos no fim do século. Editor Bertrand Brasil, 367 pp. ISBN 8528606260

- ------------------------------, paulo Cesar da Costa Gomes, Roberto Lobato Corrêa. 1996. Brasil: questões atuais da reorganizaçáo do território. 2ª edición de Bertrand Brasil, 468 pp. ISBN	8528605884

- roberto Lobato Correa, iná Elias de Castro, paulo cesar da Costa Gomes. 1995. Geografia - Conceitos e Temas. 12.ª edición de Bertrand Brasil, 352 pp. ISBN 8528605450

- ------------------------------. O mito da necessidade: discurso e prática do regionalismo nordestino. Tesis de doctorado. Río de Janeiro: Bertrand Brasil, 1992. 247 pp. ISBN 8528601579

- ------------------------------, geraldo Semenzato. El niño y el medio urbano en Brasil. The child and the urban environment in Brasil: paper of the special meeting: Children in Latin America and the Caribbean... México City, México, 16 a 18 de mayo de 1979. Documento, ONU. Editor Naciones Unidas, Consejo Económico y Social, 1979, 29 pp.

- roberto m. Alcântara, iná Elias de Castro, geraldo Semenzato, marcos de Carvalho Candau. 1979. A adolescência no Brasil. Editor Secretaria de Assistência Social do MPAS, 26 pp.

- iná Elias de Castro. 1975a. Níveis de desenvolvimento dos municipios brasileiros. Editor Ministério da Educação e Cultura, Fundação Movimento Brasileiro de Alfabetização MOBRAL, 165 pp.

- ------------------------------. 1975b. Pólos de fixação de correntes migratórias. Secretaria de Assistência Social: Esboço de estratégias de ação. Número 2 de Série Assistência social. Editor MPAS, Ministério da Previdência e Assistência Social, 16 pp.

### Ponencias en Congresos
- 2006. Do imaginário tropical à política. A resposta da geografia brasileira à história da maldição. VIII Coloquio Internacional de Geocrítica, Geografía histórica e historia del territorio. Centro Histórico de la Ciudad de México. 22-26 de mayo de 2006.[2]